# Barry Tuckwell
Barry Tuckwell, född 5 mars 1931 i Melbourne, död 16 januari 2020 i Melbourne, var en australisk valthornist som tillbringat mycket av sin verksamma tid i Storbritannien.

## Tidig karriär
Barry Tuckwell föddes i Melbourne i Australien, och gick med i Melbourne Symphony Orchestra då han var 15 år gammal, endast ett år efter att han börjat spela valthorn. Han började spela valthorn på grund av att han råkade höra en konversation mellan sin äldre syster, Charles Mackerras och en av hornspelarna i Sydney Symphony Orchestra. Hans syster undrade vad man skulle göra med honom, han var uppenbarligen musikalisk så hon antog att han måste kunna spela någonting. Valthornisten föreslog att han skulle testa valthorn och så blev det. Tuckwell började på St. Andrew’s Cathedral School i Sydney där han sjöng i kören och han gick på Sydney Conservatorium of Music.
En intervju med Barry Tuckwell där han berättar om sin tidiga karriär finns på The Music Page.

## Senare karriär
Då han spelade i Sydney uppmuntrades han att resa och ta till vara möjligheterna utomlands och han valde Storbritannien, dels låg det i Europa och dels var det engelskspråkigt. Han spelade för ett flertal orkestrar, bl.a. Scottish Symphony Orchestra, Hallé och Bournemouth Symphony Orchestras innan han började som förste hornist i London Symphony Orchestra, en position han hade i 13 år.
Alla hornister på den tiden jämfördes med den legendariske Dennis Brain och Tuckwell var nära både Dennis och hans far Aubrey Brain. Men även om Tuckwell var inspirerad av Brain utvecklade han en egen stil.
Han har blivit den mest inspelade valthornisten och vunnit tre Grammy Awards. Han har varit ordförande för The International Horn Society och var hedersordförande i British Horn Society och skyddspatron för Melbourne International Festival of Brass.

## Verk skrivna för Tuckwell
Ett flertal kompositörer har skrivit verk för Tuckwell, bl.a. Oliver Knussen och Richard Rodney Bennett.